# Loxogramme porcata
Loxogramme porcata är en stensöteväxtart som beskrevs av Michael Greene Price. Loxogramme porcata ingår i släktet Loxogramme och familjen Polypodiaceae. Inga underarter finns listade.